# Grimschleben

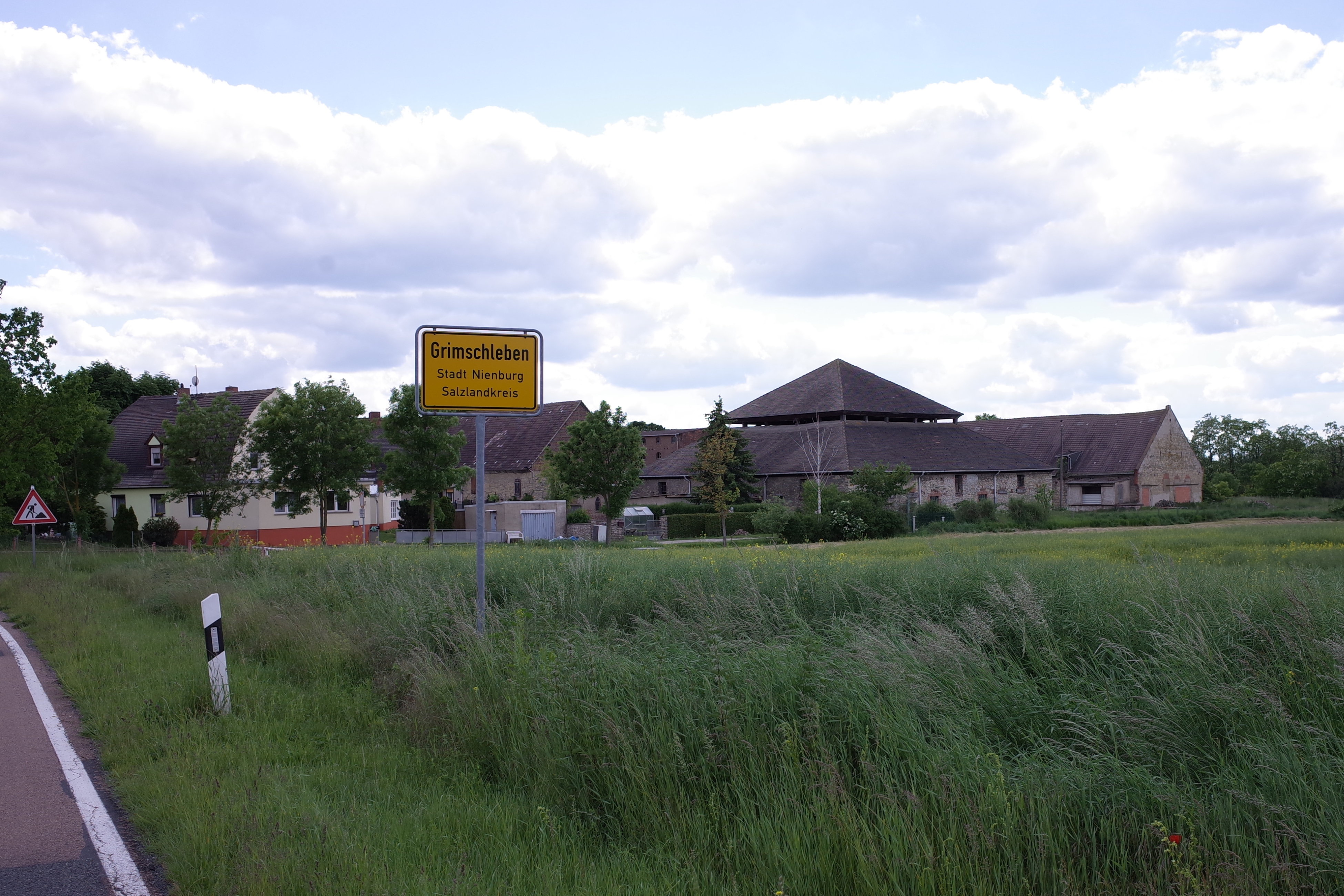
Ortseingang von Grimschleben

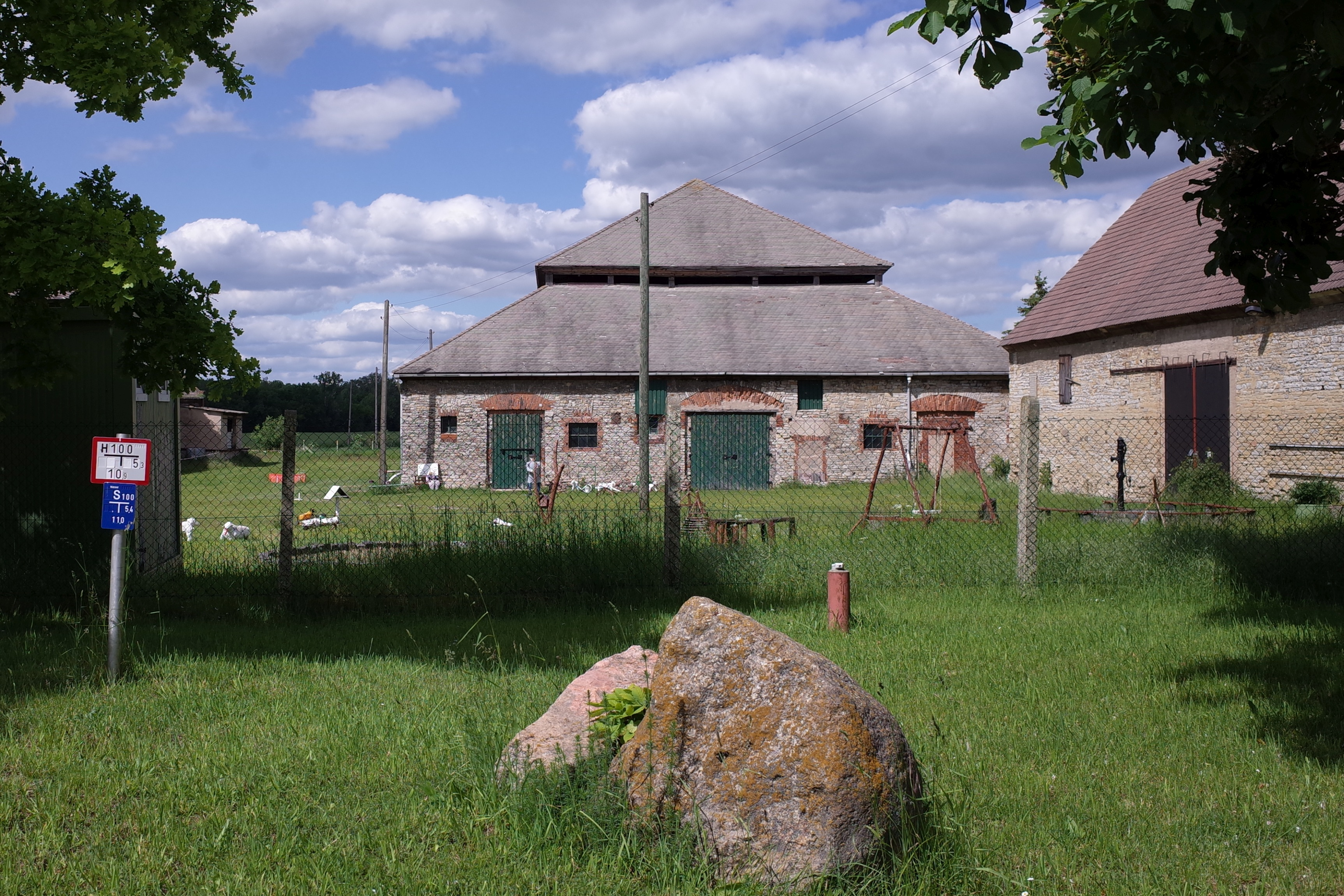
Der denkmalgeschützte Schafstall erbaut 1827 von Gottfried Bandhauer

Grimschleben ist ein Ortsteil der Stadt Nienburg (Saale) im Salzlandkreis des deutschen Bundeslandes Sachsen-Anhalt.

## Geografie

### Geografische Lage
Grimschleben liegt nordöstlich von Bernburg (Saale) an der Saale gegenüber der Mündung der Bode, worauf der altsorbische Name des Ortes Budizko nach dem Flussnamen Buda hinweist. Der Ort gehört zur Stadt Nienburg (Saale).

## Geschichte
Am 17. April 978 heißt es in einer Schenkungsurkunde von Otto II. über Grimschleben: die „einstmals als slawisch Budisco, jetzt aber deutsch Grimerlovo genannte Burg.“ Nach dieser Quelle gab es einen Gau oder Untergau Grimschleben (sorbisch Budizko), zu dem 30 sorbische Ortschaften gehörten und der sich gleich nördlich an den Gau Nudzici anschloss.
Die zuvor wichtige Kirche von Budizko wurde unter der Ägide des Klosters Nienburg zu einer Tochterkirche, erhielt aber 1258 wieder den Status einer Pfarrkirche, dessen Pfarrer bis 1332 Erwähnung fanden.
Ein Dietrich von Grimschleben kam von 1230 bis 1235 mehrfach in Urkunden vor. Dieses Adelsgeschlecht mit Sitz in Grimschleben starb nach Johann Christoph Bekmann im Jahre 1632 aus.
Nicht lange nach 1332 fiel die alte slawische Siedlung wüst, und aus Grimschleben wurde ein klösterliches Vorwerk. Nach der Säkularisation des Klosters im Mai 1563 kam dieses Vorwerk an die Askanier, welche es zum fürstlichen Amt umgestalteten und verpachteten.
Während des Dreißigjährigen Krieges fiel im Jahre 1630 der Quartiermeister Freyberg in Grimschleben und in das benachbarte Borgesdorf ein. 1833 bezeichnete Heinrich Lindner den Ort als „herzogliche Domäne mit einer starken Schäferei unweit der Saale,  etwas höher gelegen als die benachbarte Aue.“ Er erwähnt auch die „Spuren des Schwedenlagers (von 1644), … ein starker Wall, oder vielmehr Berg, durchgängig von fruchtbarem Erdreich, welcher nach und nach zur Verbesserung der Äcker abgefahren wird.“ Zu diesem Zeitpunkt ist das Vorwerk in die Stadtkirche St. Johanni Nienburg eingepfarrt.
Am 20. Juli 1950 wurde Grimschleben nach Nienburg (Saale) eingemeindet.